# Ку Хє Сон
Ку Хє Сон (кор. 구혜선) — південнокорейська акторка, режисерка, сценаристка, співачка, художниця, письменниця, авторка пісень та модель.
Як акторка велику популярність здобула завдяки дорамі Pure in Heart (2006), де зіграла роль молодої селянки з хоробрим і великим серцем. За роль в цій драмі Ку Хє Сон отримала нагороду KBS Acting Awards як найкраща нова акторка.

## Біографія
Ку Хє Сон народилася 9 листопада 1984 року в місті Інчхон, Південна Корея. Навчалася в початковій школі Shin Chon та Bu Pyeong Dong, потім в середній школі Bu Pyeong для дівчат, а також закінчила Сеульський художній коледж.

## Фільмографія

### Телевізійні серіали
| Рік  | Назва                                    | Роль                         | Мережа  |
| ---- | ---------------------------------------- | ---------------------------- | ------- |
| 2004 | «Нонстоп» (5 сезон)                      | Хьосан                       | MBC     |
| 2004 | «Анаграма» (міська драма)                | медсестра                    | KBS2    |
| 2005 | «Усі разом ча ча ча» (міська драма)      |                              | KBS2    |
| 2005 | «Балада про Содонга»                     | Инджін                       | SBS     |
| 2006 | «Чисті серцем»                           | Ян Гукхва                    | KBS1    |
| 2007 | «Король і я»                             | Королева Че Хьон / Юн Сонхва | SBS     |
| 2008 | «Найсильніший Чхіль У»                   | Юн Со Юн                     | KBS2    |
| 2009 | «Хлопці кращі за квіти»                  | Гим Чанді                    | KBS2    |
| 2010 | «Ку Сайн»                                | сама себе                    | Mnet    |
| 2011 | «Музичний»                               | Ко Инбі                      | SBS     |
| 2012 | «Попіклуйся про нас, Капітан»            | Хан Даджін                   | SBS     |
| 2012 | «Абсолютно дорога» (тайванський серіал)  | Гуан Сяо Фей                 | Gala TV |
| 2014 | «Хьо Нансольхьон» (документальний фільм) | оповідач                     | MBC     |
| 2014 | «Очі янгола»                             | Юн Суван                     | SBS     |
| 2015 | «Кров»                                   | Ю Ріта / Ю Чеюн              | KBS2    |
| 2017 | «Ти надто багато…»                       | Чан Хедан (до шостої серії)  | MBC     |

## Книга «Танго»
Хє Сон є авторкою книги «Танго» (2009) про любовний досвід жінок в двадцять з невеликим років. Видання стало бестселером, за тиждень продавалося понад 30000 примірників. Вихід книги збігся з відкриттям першої персональної художньої виставки Хьо Сон, у липні 2009 року в галереї La Mer Gallery. Виставка називалася також «Танго». На ній було представлено близько 40 робіт, деякі були ілюстраціями до книги. Виставка мала великий успіх, її відвідали понад 10000 осіб.

## Альбом «Дихання»
У 2009 році акторка випустила альбом з власними піснями під назвою «Дихання». Спочатку Ку Хьо Сон хотіла дебютувати як сольна співачка, однак генеральний директор Yang Hyun Seok агентства YG Entertainment порадив дівчині стати акторкою. Але вона проявила себе і як співачка.

## Режисерка
Офіційний режисерський дебют відбувся на Міжнародному кінофестивалі фантастичних фільмів в Пучхоні, Корея (2009 Puchon International Fantastic Film Festival), де вона представила свій короткометражний фільм «The Madonna». У 2010 році вона написала сценарій і зняла перший повнометражний фільм «Magic».
У 2011 році Ку Хє Сон заснувала компанію Ku Hye-sun Film, під іменем якої вона планує продюсувати і знімати свої проєкти. Її друга режисерська робота — фільм «The Peach Tree» (2011), став першим фільмом, знятим її компанією.